# Chatichai Choonhavan

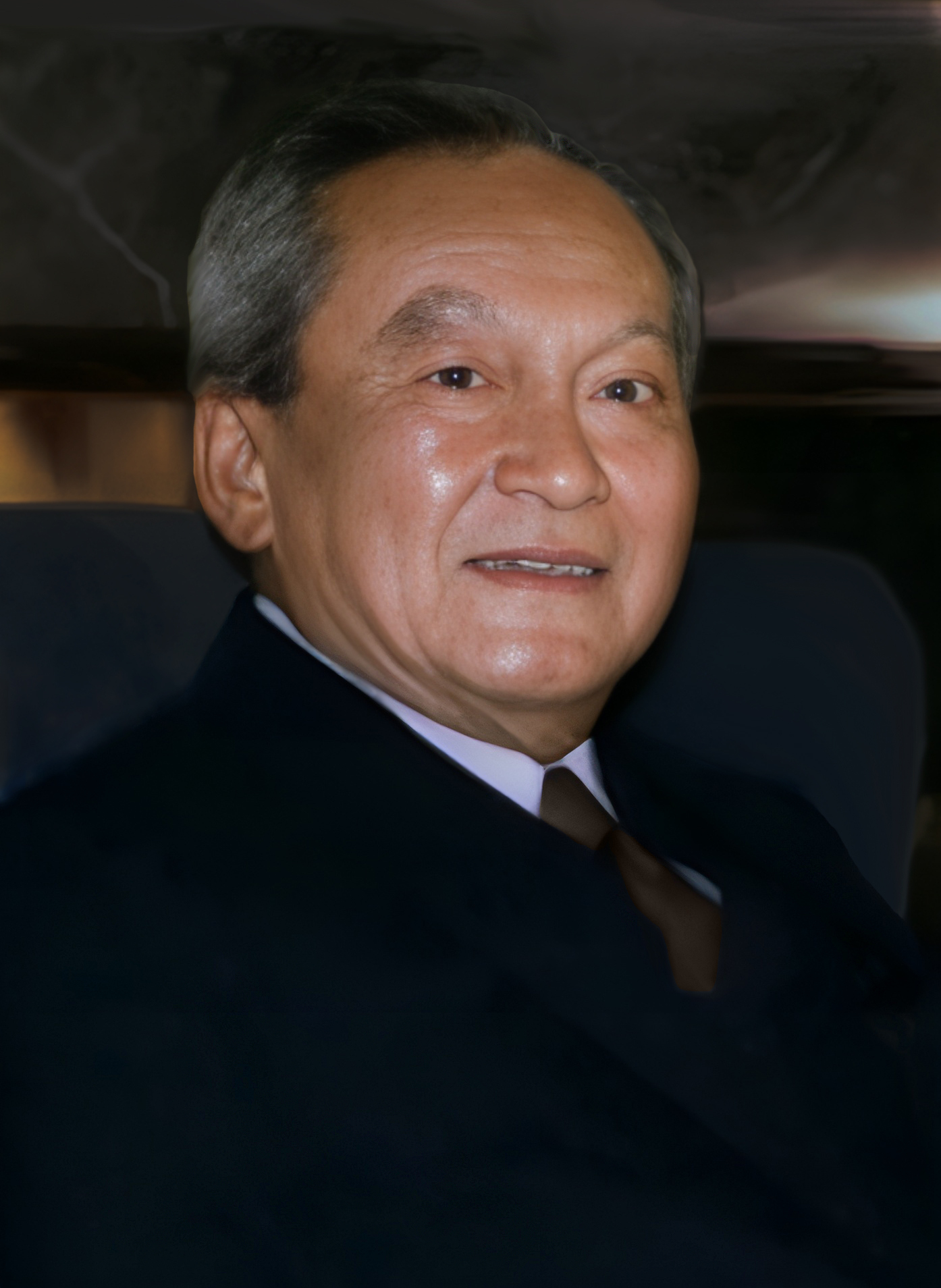
Chatichai Choonhavan (1989)

Chatichai Choonhavan (Thai: ชาติชาย ชุณหะวัณ, RTGS: Chatchai Chunhawan, Aussprache: [ʨʰâːtʨʰaj ʨʰunhàwan]; * 5. April 1920 oder 1922 in Bangkok; † 6. Mai 1998 in London) war ein thailändischer Heeresoffizier, Diplomat und Politiker. Er war von 1986 bis 1991 Vorsitzender der Chart-Thai-Partei und von August 1988 bis zum Militärputsch im Februar 1991 Premierminister von Thailand.

## Familie
Chatichai wurde als Sohn von Feldmarschall Phin Choonhavan und Khunying Wibhulak Choonhavan geboren. Sein Geburtsjahr wird in manchen Quellen mit 1920, in anderen 1922 angegeben. Der Vater war von 1948 bis 1954 Oberkommandierender des thailändischen Heeres und auch im Wirtschaftsleben des Landes stark vertreten. Chatichai hatte vier Schwestern. Die älteste war mit dem General Phao Siyanon verheiratet, der in den 1950er-Jahren einer der drei mächtigsten Männer des Landes war. Eine weitere Schwester war mit Chatichais politischem Weggefährten Pramarn Adireksarn verheiratet. Chatichai selbst heiratete Boonruen Sopoj, die eine enge Vertraute von Prinzessinmutter Srinagarindra, der Mutter von König Bhumibol Adulyadej, war.
Chatichai und Boonruen hatten einen Sohn und eine Tochter. Ihr Sohn ist der Politikwissenschaftler, Sozialaktivist und ehemalige Senator Kraisak Choonhavan.

## Ausbildung, militärische und Diplomatenkarriere
Seine Ausbildung erhielt Chatichai zunächst an der Debsirin-Schule, anschließend an der Königlichen Chulachomklao-Militärakademie. 1940 diente er im thailändischen Heer als Zugführer sowie am königlichen Leibgarde-Kavalleriebataillon I. Später wurde er Truppenführer und stand beim Hauptquartier des 1. Kavalleriebataillons. Während des Zweiten Weltkriegs diente Chatichai in der von seinem Vater kommandierten Phayap-Armee und nahm an der Eroberung Birmas teil. Nach Kriegsende setzte Chatichai seine Ausbildung an der Kavallerieschule des thailändischen Heeres (in Thailand heißt die Panzertruppe traditionell noch „Kavallerie“) sowie an der US Army Armor School in Fort Knox, Kentucky fort. 1949 wurde er zum Militärattaché in Washington ernannt.
1951 übernahm das Militär unter Führung von Chatichais Vater und seinem Schwager Phao faktisch die politische Macht im Land. Sie nutzten ihre Macht außerdem, um ihren Einfluss auf die Wirtschaft des Landes auszudehnen. Während des Koreakrieges war Chatichai Kommandeur des 1. Kavalleriebataillons und Leiter sowie später der Oberkommandierende der Panzerschule. 1956 war er bereits Generalmajor. 1957 putschte Feldmarschall Sarit Thanarat. Er entmachtete den Ministerpräsidenten Plaek Phibunsongkhram sowie Chatichais Schwager Phao Siyanon und besetzte alle wichtigen Positionen in Militär und Politik mit seinen eigenen Vertrauten. Dem Choonhavan-Clan (oder, nach dem Wohnort der Familie, Soi-Rajakru-Clan) wurde vorgeworfen, Millionen von Dollars veruntreut und auf Konten in der Schweiz gebracht zu haben. Chatichais Militärkarriere war damit beendet.
Stattdessen wurde er in den Diplomatischen Dienst und auf den relativ unbedeutenden Botschafterposten in Argentinien versetzt. Anschließend war er nacheinander Botschafter Thailands in Österreich, der Schweiz, der Türkei, Jugoslawien, dem Vatikan und bei der UNO. 1972 kehrte er nach Bangkok zurück, um als Direktor der Politischen Abteilung im Außenministerium zu arbeiten.

## Politische Karriere

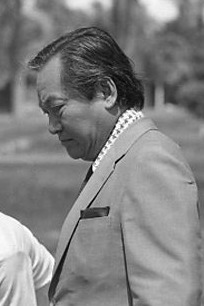
Chatichai im Jahr 1974

Während der Regierung von Feldmarschall Thanom Kittikachorn wurde Chatichai 1972 zum stellvertretenden Außenminister ernannt. In dieser Position spielte er eine Rolle während der Geiselnahme in der israelischen Botschaft durch ein Kommando der palästinensischen Terrororganisation Schwarzer September im Dezember 1972. Zusammen mit dem Landwirtschaftsminister Dawee Chullasapya leitete er die Verhandlungen und flog schließlich selbst, im Austausch gegen die Freilassung der israelischen Diplomaten, als Garantie für ihr freies Geleit mit den Terroristen nach Kairo.
Er blieb auch nach dem demokratischen Volksaufstand 1973 stellvertretender Außenminister in der Übergangsregierung von Sanya Dharmasakti. Im Dezember 1973, eineinhalb Jahre bevor Thailand offizielle diplomatische Beziehungen zur Volksrepublik China aufnahm, besuchten Chatichai und Dawee, der inzwischen Verteidigungsminister war, als erste thailändische Regierungsvertreter Peking. Dort handelten sie einen Vertrag über die Lieferung von 50.000 Tonnen Dieselöl „zum Vorzugspreis“ aus und sagten eine Lockerung der Handelshemmnisse zu.
1974 gründete er mit seinen Schwägern Pramarn Adireksarn und Siri Siriyothin, die ebenfalls aus dem aktiven Militärdienst ausgeschiedene Generalmajore waren, die konservative und aggressiv anti-kommunistische Chart-Thai-Partei. Diese trat zur ersten demokratischen Wahl 1975 an und wurde drittstärkste Kraft. Chatichai wurde als Abgeordneter für die Provinz Nakhon Ratchasima in das Repräsentantenhaus gewählt. Die Chart-Thai-Partei trat einer Koalitionsregierung unter Kukrit Pramoj bei, in der Chatichai als Außenminister diente. Nach der vorgezogenen Neuwahl 1976, bei der die Chart-Thai-Partei ihren Sitzanteil deutlich ausbauen konnte, war er in der Regierung Seni Pramoj Industrieminister. 1980 bis 1983 war er erneut Industrieminister, diesmal unter Prem Tinsulanonda. Nach drei Jahren in der Opposition kehrte seine Partei 1986 in die Regierung zurück und Chatichai wurde stellvertretender Ministerpräsident.

### Amtszeit als Ministerpräsident

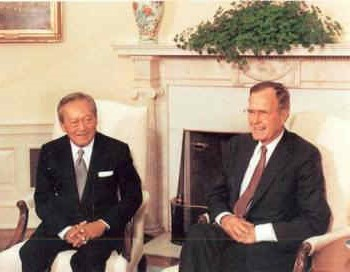
Chatichai (links) mit US-Präsident George Bush (1990)

Am 4. August 1988 wurde Chatichai zum Premierminister ernannt, nachdem er als Vorsitzender der Chart-Thai-Partei die Wahlen gewonnen hatte. Damit war er der erste gewählte Regierungschef nach 12 Jahren der Militärherrschaft und „Halb-Demokratie“.
Nach dem Ende der letzten auf den Vietnamkrieg folgenden Auseinandersetzungen in Südostasien verfolgte Chatichai eine Politik der Annäherung und wirtschaftlichen Öffnung. Sein Motto war, Indochina „von einem Schlachtfeld in einen Marktplatz“ zu verwandeln. Er bezog eine versöhnlichere Haltung gegenüber dem kommunistisch regierten Vietnam und der pro-vietnamesischen Regierung von Kambodscha, deren Gegenspieler Thailand zu Zeiten des Kalten Krieges gewesen war. Außerdem unterstützte er Prinz Sihanouk von Kambodscha bei dessen Bemühungen, die Lage im Land zu stabilisieren.
Viele Infrastruktur-Projekte in Thailand wurden unter Chatichai erstmals angestoßen: die Verbesserung der Telekommunikation (das Drei-Millionen-Telefone-Projekt), die Aufwertung der Küstenorte im Süden des Landes, die Hochstraßen zur Verbesserung der Verkehrsströme im Ballungsraum Bangkok sowie das Massenverkehrs-Unternehmen Mass Rapid Transit Authority. Die Wirtschaft Thailands sah während Chatichais Regierungszeit Wachstumsraten von bis zu 13 %.
Während Chatichais Amtszeit war aber auch Korruption weit verbreitet. Die an der Regierung beteiligten Parteien und Politiker balgten sich unverhohlen um die Verteilung der Staatsgelder. Die thailändische Presse sprach vom „Buffet-Kabinett“. Zu Chatichais Markenzeichen wurde die Standardantwort „No problem“, wann immer er von der Presse mit Schwierigkeiten oder Korruptionsvorwürfen gegen Mitglieder seiner Regierung konfrontiert wurde. In der verballhornten Variante „no plomplam“ wurde diese Wendung durch einen Folk-Song des Sängers Aed Carabao, der die negativen Aspekte der Industrialisierung thematisiert, verbreitet und ging in die thailändische Umgangssprache ein. Chatichai wurde heftig kritisiert, als er versuchte, auch die durch den Zyklon „Gay“ im November 1989, dem über 360 Menschen zum Opfer fielen, hervorgerufenen Schäden auf diese Weise herunterzuspielen.
Die ursprünglich rechtsgerichtete Chart-Thai-Partei hatte sich inzwischen entideologisiert und vertrat die Interessen der aufstrebenden Schicht von Geschäftsleuten aus der Provinz. Sie verfolgte eine Politik, die deren Geschäfte vereinfachte und sie an lukrativen Staatsaufträgen beteiligte. Außerdem vertrat sie eine Stärkung des Parlaments, in dem Politiker aus der Provinz stark vertreten waren, gegenüber den ungewählten Entscheidungsträgern in Verwaltung und Militär, die unter Chatichais Vorgänger Prem Tinsulanonda stets das letzte Wort gehabt hatten. Außerdem betonte sie stark die wirtschaftliche Entwicklung der Provinz, auf Kosten der Bangkoker Großunternehmen sowie der Ausgaben für das Militär. Mit dieser Politik forderte Chatichai die konservative Elite des Landes heraus.

### Entmachtung und Rückkehr
Im Februar 1991 putschten der Oberkommandierende der Streitkräfte Sunthorn Kongsompong und die Generäle der 5. Abschlussklasse der Militärakademie Suchinda Kraprayoon, Issarapong Noonpakdi und Kaset Rojanarin. Diese warfen der Regierung massive Korruption, Amtsmissbrauch zum eigenen Vorteil und mehreren Kabinettsmitgliedern, einschließlich Chatichai, „ungewöhnlichen Reichtum“ vor. Sie vertraten damit aber auch die Interessen der alten Eliten aus Beamtenschaft, Militär und Bangkoker Wirtschaftskreisen, deren Einfluss Chatichai mit seiner Politik zu schmälern versucht hatte. Sie bezeichneten die Regierungsform unter Chatichai als „parlamentarische Diktatur“ und behaupteten einen Verfall von Sitten und Moral. Chatichai ging zunächst ins Exil nach Großbritannien.
Nach seiner Rückkehr arbeitete er wieder in der Politik, gründete im Sommer 1992 die Chart-Pattana-Partei und wurde erneut für seinen Wahlkreis in der Provinz Nakhon Ratchasima in das Repräsentantenhaus gewählt.
Chatichai Choonhavan starb am 6. Mai 1998 im Alter von 78 Jahren in einem Krankenhaus in London an Leberkrebs.

## Privatleben
Chatichai war für seine Vorliebe für Zigarren, edle Weine und Motorräder der Marke Harley-Davidson bekannt. Er spielte Geige, betrieb bis ins hohe Alter mehrere Sportarten, besuchte Parties und Diskotheken. Dies trug ihm den Ruf eines „Playboys“ ein.